# Ahmed Mater
Ahmed Mater (en arabe : أحمد ماطر) est un artiste contemporain saoudien né en 1979 à Tabouk.

## Biographie
Ahmed Mater suit des études de médecine à l'université du roi Khaled et en sort diplômé. En plus de son travail de docteur, il s'intéresse à l'art car sa mère est calligraphe et peintre de peinture murale. Mater obtient un atelier dans le village d'artistes al-Meftaha situé à Abha et dont le mécène est le prince Khaled ben Fayçal (en),.
Ahmed Mater est le cofondateur de Edge of Arabia, un collectif de promotion de l'art contemporain arabe, avec le Saoudien Abdulnasser Gharem et l'Anglais Stephen Stapleton. Mater est décrit comme l'un des piliers de l'art contemporain saoudien.
Dans son travail, Mater utilise des éléments de critique sociale (contre le développement immobilier à La Mecque, contre le consumérisme, contre la dépendance de l'Arabie saoudite au pétrole) et de respect de la religion,. Il utilise plusieurs médias : sculpture, video, photographie.
En 2015, Ahmed Mater assigne en justice le groupe Swatch et sa marque de montres Omega pour avoir détourné son œuvre Magnetism sans autorisation, et ce faisant détourné son sens religieux. Il déclare avoir été en négociations avec la marque de joaillerie, mais qu'aucun accord n'avait abouti. L'artiste déclare également craindre des représailles de la part de groupes religieux très stricts sur le sujet des représentations religieuses,.

## Expositions
- Artificial Light/Desert of Pharan (2011)
- X-Ray 2003 (2003) : Fait partie de la série X-Ray Illuminations acquise par le British Museum[7].
- Magnetism: Représentation de la Kaaba (Ceci n'est pas la Kaaba) avec un cube en métal et de la limaille métallique, ainsi qu'un aimant placé sous la table sur laquelle sont posés les objets en métaux. Selon le lieu d'exposition et la position de l'aimant, la configuration est chaque fois aléatoire et différente[8].
- Yellow Cow
- Symbolic cities (2016) : Exposition de photographies sur la transformation de La Mecque et des changements significatifs autour de la Kaaba[9],[10]. Cette exposition constitue sa première en solo aux États-Unis en avril 2016 à la Smithsonian Institution[11].

## Ouvrages
- (en) Ahmed Mater et Catherine David, Desert of Pharan : Unofficial Histories Behind the Mass Expansion of Mecca, Lars Müller, 2016, 632 p. (ISBN 978-3037784853)

## Vie privée
Ahmed Mater est marié à Arwa Alneami, une artiste plasticienne saoudienne.